# Russell 2
Komet Russell 2 (uradno ime je 89P/Russell, tudi 89P/Russell 2), je periodični komet z obhodno dobo okoli 7,4 let.
 Komet pripada Jupitrovi družini kometov .

## Odkritje
Komet je odkril Kenneth S. Russell 28. septembra 1980 s pomočjo Schmidtovega teleskopa na Observatoriju Siding Spring v Avstraliji.

## Lastnosti
Premer kometa je 2,8 km .